# Chu-Han-oorlog
De Chu-Hàn-oorlog was een oorlog die van 206-202 v.Chr. in China werd uitgevochten tussen de Westelijke Chu (楚) onder leiding van Xiang Yu en de (Westelijke) Hàn (漢) onder leiding van Liu Bang. Inzet was de hegemonie in China na de val van de Qin-dynastie (秦).

## Verloop

### De wedloop om Xianyang
De oorlog ontstond reeds tijdens de opstand tegen de Qin-dynastie. De opstandelingenleiders Liu Bang en Xiang Yu kwamen met elkaar in conflict toen koning Huai II van Chu aan degene die als eerste de Hangu-pas zou bereiken de gebieden ten westen daarvan toezegde. Toen Liu Bang hier als eerste met 100.000 man aankwam, kon hij Xiang Yu, die met 400.000 man iets later aankwam, nog maar ternauwernood tot vrede bewegen. Xiang Yu legde zich vervolgens toe op de vernietiging van de voormalige Qin-hoofdstad Xianyang en hij nam de facto de heerschappij van Chu over van Huai II.

### De Achttien Koninkrijken

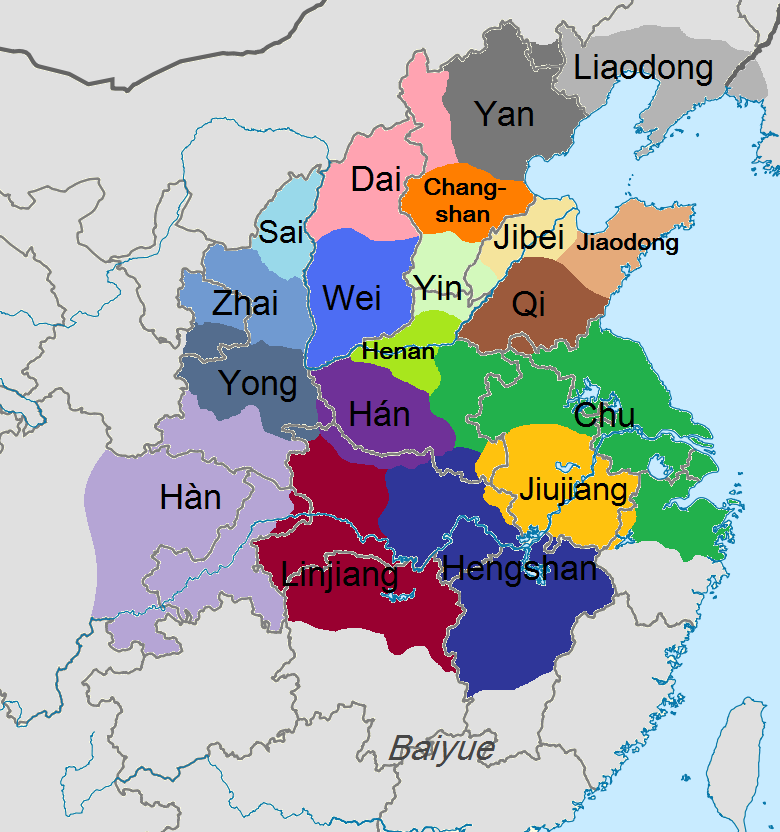
De Achttien Koninkrijken in 206 v.Chr.: al gauw streden Chu en Hàn om de hegemonie.

Met zijn nieuw verworven macht kende Xiang Yu adellijke titels en leengebieden toe: het keizerrijk werd in Achttien Koninkrijken verdeeld, waarbinnen Chu de meest vooraanstaande was met Huai II in naam als keizer boven alle koningen, hoewel Xiang Yu in feite de macht had. Liu Bang kreeg wel de titel "prins van Hàn" (漢) toegekend, maar voelde zich hierdoor tekortgedaan. Daarop nam hij de Hangu-pas en de gebieden ten westen daarvan in. Latere historiografen noemen deze daad terecht omdat Huai II dit aan hem had beloofd, maar omdat Xiang Yu de nieuwe "opperheerser" was, kan Liu Bangs daad ook als verraad worden gezien. Beschouwt men echter Xiang Yu als usurpator, dan was zijn daad juist gerechtvaardigd.

### Slag om Pengcheng
Het jaar daarop in 205 v.Chr. nam Liu Bang met een gecombineerde legermacht van 560.000 man de Chu-hoofdstad Pengcheng in toen Xiang Yu zelf bezig was een opstand in Qi neer te slaan. Xiang Yu voerde echter weer met slechts 30.000 man een tegenaanval uit op Liu Bang, die ternauwernood met aantal ruiters wist te ontkomen; hij raakte zeker 200.000 Hàn-soldaten kwijt. De overhaaste aanval op Pengcheng toonde aan dat de oorlog niet makkelijk gewonnen kon worden, en enkele bondgenoten van Liu Bang zwoeren weer trouw aan Xiang Yu.

### Hàn rukt op; wapenstilstand
Vervolgens werd er felle strijd tussen beide partijen gevoerd die zich concentreerde op Xingyang en Chenggao (beide in de huidige provincie Henan). In 203 v.Chr. had het leger van Liu Bang een zodanige morele en materiële superioriteit gewonnen dat Chenggao kon worden ingenomen, Xingyang kon worden omsingeld en Xiang Yu tot een vrede kon worden gedwongen waarbij het kanaal Honggou (betekenis: "diepe kloof") als grens tussen Chu en Hàn werd vastgesteld. Liu Bang nam de vrede echter niet in acht en voerde bij Guling (het huidige Huaiyang in de provincie Henan) een verrassingsaanval uit op de oostwaarts trekkende troepen van Xiang Yu, maar die mislukte.

### Einde
Liu Bang ging een verbond aan met Hán Xin (prins van Hán, 韓) en Peng Yue (prins van Liang, die Wei bezat) met wiens hulp hij Xiang Yu kon omsingelen bij Gaixia (in de huidige provincie Anhui). In de daaropvolgende slag bij Gaixia werd Xiang Yu's verzwakte leger verslagen. Xiang Yu wist met 800 ruiters te ontkomen naar de rivier Wujiang, waar hij nog enige tijd standhield voordat hij zelfmoord pleegde. Met dit einde van de strijd verkreeg Liu Bang de opperheerschappij in China en kon de Hàn-dynastie worden gesticht.
In de Chinese historiografie ziet men Liu Bang al vanaf het begin als de rechtmatige opvolger van de Qin, en laat daarom de Hàn-dynastie al in het jaar 206 v.Chr. beginnen. Hoewel de Chu-Hàn-oorlog niet verzwegen wordt, lijkt men hiermee achteraf te beweren dat de overwinning van Liu Bang op voorhand vastlag om zo de legitimiteit van de Hàn-dynastie te versterken.